# Зелена лінія (MARTA)
Зелена лінія (MARTA) (англ. Green Line (MARTA)) — одна з чотирьох ліній метрополітену Атланти.

## Історія
Спочатку Зелена та Блакитна лінія були однією лінією з виделковим рухом, та мала назву Схід-Захід. В 2006 лінії розділили після чого Зелена лінія отримала назву Лінія Проктор-Крик, у жовтні 2009 року МАРТА перейменували всі лінії за кольором. Раніше планувалося що після станції «Бенкгед» лінію продовжать далі на північний захід, але цей проект так і не був реалізований. 
Лінія має лише одну власну станцію, всі інші використовує спільно з Блакитною лінією.

## Станції
Станції з заходу на схід, блакитним кольором показані спільні з Блакитною лінією станції.
| Зелена лінія    |                                                                                    | |                                      |                                                 |                |        |
| Спільна ділянка | Станція                                                                            | Пересадка | Розташування                         | Тип                                             | Дата відкриття | Вигляд |
|                 | «Бенкгед» (англ. Bankhead)                                                         | Автобус № 26, 50                                                                                             | Дональд-Лі-Холовелл-парквей, Атланта | Естакадна з острівною платформою                | 12 грудня 1992 |        |
|                 | «Ешбі» (англ. Ashby)                                                               | Автобус № 1, 68                                                                                              | Бульвар Джозефа Ловері, Атланта      | Підземна з острівною платформою                 | 22 грудня 1979 |        |
|                 | «Вайн-Сіті» (англ. Vine City)                                                      | Автобус № 94                                                                                                 | Родс-стріт, Атланта                  | Підземна з острівною платформою                 | 22 грудня 1979 |        |
|                 | «Доум/GWCC/Філіпс-Арена/Сі-Ен-Ен центр» (англ. Dome/GWCC/Philips Arena/CNN Center) | Немає | Олімпік-парк-драйв, Атланта          | Підземна з острівною платформою                 | 22 грудня 1979 |        |
|                 | «Файв-Пойнтс»                                                                      | Пересадна на однойменну станцію Червоної та Золотої ліній, Автобуси № 3, 13, 16, 26, 32, 42, 49, 55, 74, 186 | Брод-стріт, Атланта                  | Підземна з однією острівною та двома береговими | 22 грудня 1979 |        |
|                 | «Джорджія-Стейт» (англ. Georgia State)                                             | Автобуси № 13, 21, 99, 109                                                                                   | Підмонт-авеню, Атланта               | Естакадна з береговими платформами              | 30 червня 1979 |        |
|                 | «Меморіал Кінга» (англ. King Memorial)                                             | Автобуси № 21, 99                                                                                            | Декейтер-стріт, Атланта              | Естакадна з береговими платформами              | 30 червня 1979 |        |
|                 | «Інмен-парк/Рейнолдстаун» (англ. Inman Park / Reynoldstown)                        | Автобуси № 4, 6, 9, 107                                                                                      | Декальб-авеню, Атланта               | Наземна з береговими платформами                | 30 червня 1979 |        |
|                 | «Еджвуд/Кендлер-парк» (англ. Edgewood / Candler Park)                              | Автобуси № 24, 102                                                                                           | Декальб-авеню, Атланта               | Естакадна з острівною платформою                | 30 червня 1979 |        |

## Режим роботи
- По буднях з ранку та до 21:00 потяги курсують між кінцевими станціями лінії, після 21:00 лише між станціями «Бенкхед» та «Вайн-Сіті».
- У вихідні та свята в день потяги курсують лише від станції «Бенкхед» до «Кінг-Меморіал», після 21:00 також між станціями «Бенкхед» та «Вайн-Сіті».